# Burning Down the House
«Burning Down the House» — песня нововолновой группы Talking Heads. Песня была выпущена в июле 1983 года ведущим синглом в поддержку пятого студийного альбома группы Speaking in Tongues.

## Вдохновения и композиция
«Burning Down the House» — песня в жанрах новая волна и фанк. «Песня началась с джема», — писала басистка группы Тина Уэймут в заметках к альбому Once in a Lifetime: The Best of Talking Heads. «Крис Франц тогда в первый раз увидел Parliament-Funkadelic во всей их красе на Мэдисон-сквер-гарден и они ему очень понравились. Во время джема он постоянно кричал „Burn down the house!“ — эти слова пела аудитория во время концерта P-Funk, Дэвид Бирн оценил эти строки и слегка изменил их для финальной версии на „Burning down the house“». Впоследствии Берни Уорелл из Parliament-Funkadelic присоединился к дебютному концертному выступлению песни.
Первоначальный текст песни был совершенно иным. В эфире программы All Things Considered радиостанции NPR от 2 декабря 1984 года Бирн включал фрагменты ранних наработок, показывающих, как песня появилась из инструментального джем-сейшена, написанного Уэймут и Францем. Однажды группа доработала материал джем-сейшена во что-то похожее на окончательную версию песни, и Бирн начал скандировать и пропевать несвязные слова поверх музыки, до тех пор пока не нашёл нужные строки, которые бы попадали в ритм песни — эта техника была придумана продюсером Talking Heads Брайаном Ино: «а потом я уже просто писал, чтобы придерживаться этой конструкции… У меня было много разных фраз, которые были как-то связаны между собой, и из них я уже выбирал».
По словам Бирна из интервью радиостанции NPR, список фраз, которые он пробовал петь, но в итоге не включил в песню, выглядит так: «У меня есть другое тело», «Подними его за руку», «Ты едешь со своей половинкой» и «Я до сих пор вне конструкции». Что касается слов в припеве, на одной из ранних версий песни Бирн поёт другую фразу («What are we gonna do?»), а в другом месте «вместо скандирования „Burning down the house“ поёт „Foam Rubber, USA“».

## Коммерческий успех
«Burning Down the House» стал самым успешным синглом Talking Heads в США, и является единственным синглом группы, вошедшим в Топ-10 хит-парада Billboard Hot 100 (на 9-е место). В Канаде «Burning Down the House» также попал в 10-ку наиболее успешных синглов. Несмотря на этот успех, песня не стала хитом за пределами Северной Америки. В Австралии сингл добрался до скромной 94-й позиции, в то время как в Великобритании, где группа к тому времени уже выпустила 14 успешных синглов, «Burning Down the House» не попал в хит-парады вовсе (тем не менее, кавер-версия Тома Джонса, записанная совместно с группой The Cardigans, попала в UK Top 10 в 1999 году).

## Участники записи
Talking Heads
- Дэвид Бирн — вокальные и гитарные партии
- Джерри Харрисон — партии синтезатора
- Тина Уэймут — бас-гитара
- Крис Франц — барабаны, бэк-вокал

Приглашённые музыканты
- Уолли Бадару — синтезаторы
- Дэвид Ван Тигем — перкуссия

## Хит-парады
| Хит-парад (1983)                    | Лучшая позиция |
| ----------------------------------- | -------------- |
| Australian Singles Chart            | 94             |
| Канада (RPM Top Singles)            | 8              |
| New Zealand Singles Chart           | 5              |
| US Billboard Hot 100                | 9              |
| US Billboard Mainstream Rock Tracks | 6              |

| Хит-парад (1983)         | Позиция |
| ------------------------ | ------- |
| Canada Top Singles (RPM) | 70      |

## Версия Тома Джонса и группы The Cardigans
В 1999 году певец Том Джонс записал кавер-версию песни «Burning Down the House» совместно с группой The Cardigans для своего альбома дуэтов Reload. Как и в случае с большинством других композиций альбома, право выбора продюсера и студии для записи «Burning Down the House» было предоставлено коллабораторам Джонса, в данном случае The Cardigans. В итоге в качестве продюсера выступил Торе Йоханссон, а студией стала Tambourine Studio в Мальмё, Швеция. Песня была выпущена ведущим синглом из Reload в сентябре 1999 года и стала хитом по всей Европе, достигнув второй позиции в Швеции и войдя в 10-ку лучших синглов в Финляндии, Норвегии и Великобритании.
Как и многие другие хиты поздней карьеры Джонса, песня появляется на многих его сборниках. Она также присутствует на сборнике The Cardigans Best Of (2008).

### Хит-парады

#### Недельные хит-парады
| Хит-парад (1999)                           | Лучшая позиция |
| ------------------------------------------ | -------------- |
| Австралия (ARIA)                           | 8              |
| Австрия (Ö3 Austria Top 40)                | 21             |
| Бельгия/Фландрия (Ultratip Bubbling Under) | 2              |
| Финляндия (Suomen virallinen lista)        | 10             |
| Франция (SNEP)                             | 21             |
| Германия (GfK)                             | 27             |
| Ирландия (IRMA)                            | 18             |
| Нидерланды (Single Top 100)                | 58             |
| Poland (LP3)                               | 27             |
| Новая Зеландия (Recorded Music NZ)         | 13             |
| Норвегия (VG-lista)                        | 4              |
| Шотландия (OCC Scotland)                   | 5              |
| Швеция (Sverigetopplistan)                 | 2              |
| Швейцария (Schweizer Hitparade)            | 31             |
| Великобритания (OCC UK Singles)            | 7              |
| Великобритания (OCC UK Indie)              | 2              |

#### Итоговые хит-парады
| Хит-парад (1999)                | Позиция |
| ------------------------------- | ------- |
| Australia (ARIA)                | 82      |
| New Zealand (Recorded Music NZ) | 26      |
| Sweden (Sverigetopplistan)      | 45      |

### Сертификация
| Регион                                                      | Сертификация | Продажи |
| ----------------------------------------------------------- | ------------ | ------- |
| Австралия (ARIA)                                            | Золотой      | 35 000^ |
| ^ Данные о тиражах приведены только на основе сертификации. |              |         |